# Kuang (Zhou-König)
König Kuang von Zhou  (chinesisch 周匡王, Pinyin Zhōu Kuāng Wáng), persönlicher Name Jī Bān, war der zwanzigste König der chinesischen Zhou-Dynastie und der achte der östlichen Zhou.
Der Vater von König Kuang war König Qing von Zhou. Kuang wurde von seinem Bruder, König Ding von Zhou, abgelöst.

## Verweise
1. ↑  Trình Doãn Thắng, Ngô Trâu Cương, Thái Thành (1998), Cố sự Quỳnh Lâm, NXB Thanh Hoá
2. ↑  Eastern Zhou Dynasty (Memento des Originals vom 6. November 2014 im Internet Archive)  Info: Der Archivlink wurde automatisch eingesetzt und noch nicht geprüft. Bitte prüfe Original- und Archivlink gemäß Anleitung und entferne dann diesen Hinweis..
3. ↑  Shiji von Sima Qian

| Vorgänger | Amt                                 | Nachfolger |
| --------- | ----------------------------------- | ---------- |
| Qing      | König von China 612 bis 607 v. Chr. | Ding       |

| Personendaten    | Personendaten                                                                     |
| ---------------- | --------------------------------------------------------------------------------- |
| NAME             | Kuang                                                                             |
| ALTERNATIVNAMEN  | König, Kuang von Zhou (vollständiger Name); Jī, Bān; 周匡王 (chinesisch)          |
| KURZBESCHREIBUNG | zwanzigster König der chinesischen Zhou-Dynastie und der achte der östlichen Zhou |
| GEBURTSDATUM     | 7. Jahrhundert v. Chr.                                                            |
| STERBEDATUM      | 7. Jahrhundert v. Chr. oder 6. Jahrhundert v. Chr.                                |